# エルフ・モノド・オノラ
エルフ・モノド・オノラ（ハイチ語: Helph Monod Honorat、1983年6月16日 - ）は、ハイチの経済学者、外交官。大統領府官房長付上級経済顧問（2017～2019年）、駐日公使参事官（2019～2020年）を経て、2020年から2023年にかけて駐日大使を務めた。ハイチ北西県の県都ポールドペ出身。母国語のハイチ語とフランス語に加えて、英語と日本語に堪能。

## 教育
- バティスト・ド・ポステ＝メティエ学校 (École Baptiste de Poste-Métier)、 ポールドペ[5]
- コレージュ・ノートルダム・ド・ルルド (Collège Notre-Dame de Lourdes)、 ポールドペ[5]
- 計画技術・応用経済学学院（フランス語版）（CTPEA）、 ポルトープランス[5][6]
- アンティーユ・ギアナ大学（フランス語版）（UAG）、 ポワンタピートル[5]
- 神戸大学、 神戸市[5]
- トロント大学、 トロント[3]

## 日本との関係
カリブ海地域のフランス海外県アンティーユ・ギアナ大学（UAG）卒業後の進路としてフランス本国のソルボンヌ大学と日本の神戸大学が候補に挙がっていたが、オノラは神戸大学を選択。2008年に日本の国費留学生として来日し、2013年に神戸大学大学院で経済理論・分析学の博士号を取得した。
神戸大学在学中の2012年から卒業後の2015年にかけて、駐日ハイチ大使館で二等書記官、次いで一等書記官として奉職した。
2019年に駐日ハイチ大使館公使参事官を拝命して再度日本へ赴任し、2020年6月より臨時代理大使を兼任。同年10月7日、皇居で信任状を捧呈して特命全権大使に就任した。
2021年7月20日、日本貿易振興機構（JETRO）主催の「一村一品マーケット」を視察訪問した。
駐日大使就任後初の夏である2021年8月6日に広島で開かれた平和記念式典に参列し、「反核の意思を示すため式典に出席した。全ての国が禁止条約に参加すべきだ」との見解を示した。

## ジョブネル・モイーズ大統領との関係
オノラは、ハイチの歴代大統領の中でも特にジョブネル・モイーズ大統領との関係が深く、2017年から2019年にかけて大統領府官房長付上級経済顧問としてモイーズ大統領に仕えており、また駐日大使に任命されたのも同大統領の治世においてであった。
しかしオノラが駐日大使として在任中の2021年7月6日深夜から翌7日未明にかけて、ハイチの公用語ではない英語やスペイン語を話す正体不明の武装集団がモイーズ大統領の自宅を襲撃し、大統領を殺害してマルティーヌ・モイーズ大統領夫人に重傷を負わせた（ジョブネル・モイーズ暗殺事件）。この卑劣な大統領暗殺事件を受けて駐日ハイチ大使館はツイッターの公式アカウントで声明を発出し、モイーズ大統領の遺徳を偲んだ上で7月8日から22日までの15日間喪に服することを表明した。